# Peter und Tillie
Peter und Tillie (Pete 'n' Tillie) ist ein US-amerikanischer Dramedyfilm von Martin Ritt aus dem Jahr 1972 mit Walter Matthau und Carol Burnett in den Hauptrollen.
Drehbuchautor Julius J. Epstein erhielt eine Oscarnominierung für seine Adaption von Peter De Vries’ Novelle Witch's Milk aus dem Jahr 1968. Später adaptierte Epstein ein weiteres Werk von De Vries für den Film Ruben, Ruben.

## Handlung
Tillie Schlaine lernt auf der Party ihrer Freunde Gertrude und Burt Peter Seltzer kennen.
Peter ist ein Junggeselle mit seltsamen Gewohnheiten. Für eine Firma in San Francisco betreibt er Motivationsforschung, in seiner Freizeit spielt er Ragtime am Klavier und macht schlechte Wortspiele. Er taucht gelegentlich bei Tillie auf, meldet sich jedoch tagelang nicht und steht dann wieder bei ihr vor der Tür. Als sie Sex haben, stellt sich heraus, dass Tillie Jungfrau war.
Peter trifft anscheinend weiterhin andere Frauen, als er jedoch befördert wird, sagt Tillie, dass der Zeitpunkt zum Heiraten gekommen ist. Schließlich heiraten sie, kaufen ein Haus und bekommen ein Baby. Peter hat jedoch weiterhin Affären und Tillie muss sogar eine seiner Affären am Mittagessen abweisen.
Schließlich erkrankt ihr neunjähriger Sohn Robbie schwer. Als er stirbt, zerbricht die Ehe von Peter und Tillie und Tillies Glaube wird erschüttert.
Tillie verzichtet auf Sex und Peter trinkt und nimmt sich eine eigene Wohnung. Tillies Depression wird durch ihre Freundschaft mit dem schwulen Jimmy gemildert, der sogar bereit wäre, Tillie zu heiraten, damit sie glücklich wird. Als sie Gertrude dazu bringen wollen, ihr wahres Alter zu verraten, kommt es zu einer öffentlichen Schlägerei zwischen den Frauen.
Tillie landet schließlich in einem Sanatorium. Nachdem Peter jahrelang versteckt hat, dass sich der Tod ihres Sohnes auch auf ihn auswirkt, besucht er eines Tages Tillie. Als sie sieht, dass auch er trauert, versöhnen sie sich wieder.

## Rezeption
Der Film spielte 14.999.969 US-Dollar an den Kinokassen ein und brachte 1973 in Nordamerika 8,7 Millionen US-Dollar über den Filmverleih ein.

## Auszeichnungen
Der Film erhielt zwei Oscarnominierungen: Julius J. Epstein für das beste adaptierte Drehbuch und Geraldine Page als beste Nebendarstellerin.
Walter Matthau erhielt eine Golden-Globe-Nominierung in der Kategorie Bester Hauptdarsteller – Komödie oder Musical und gewann 1973 den British Academy Film Award in der Kategorie Bester Hauptdarsteller für die Filme Peter und Tillie und Der große Coup.
Carol Burnett wurde für einen Golden Globe in der Kategorie Beste Hauptdarstellerin – Komödie oder Musical nominiert.